# Haut-commissaire (Commonwealth)

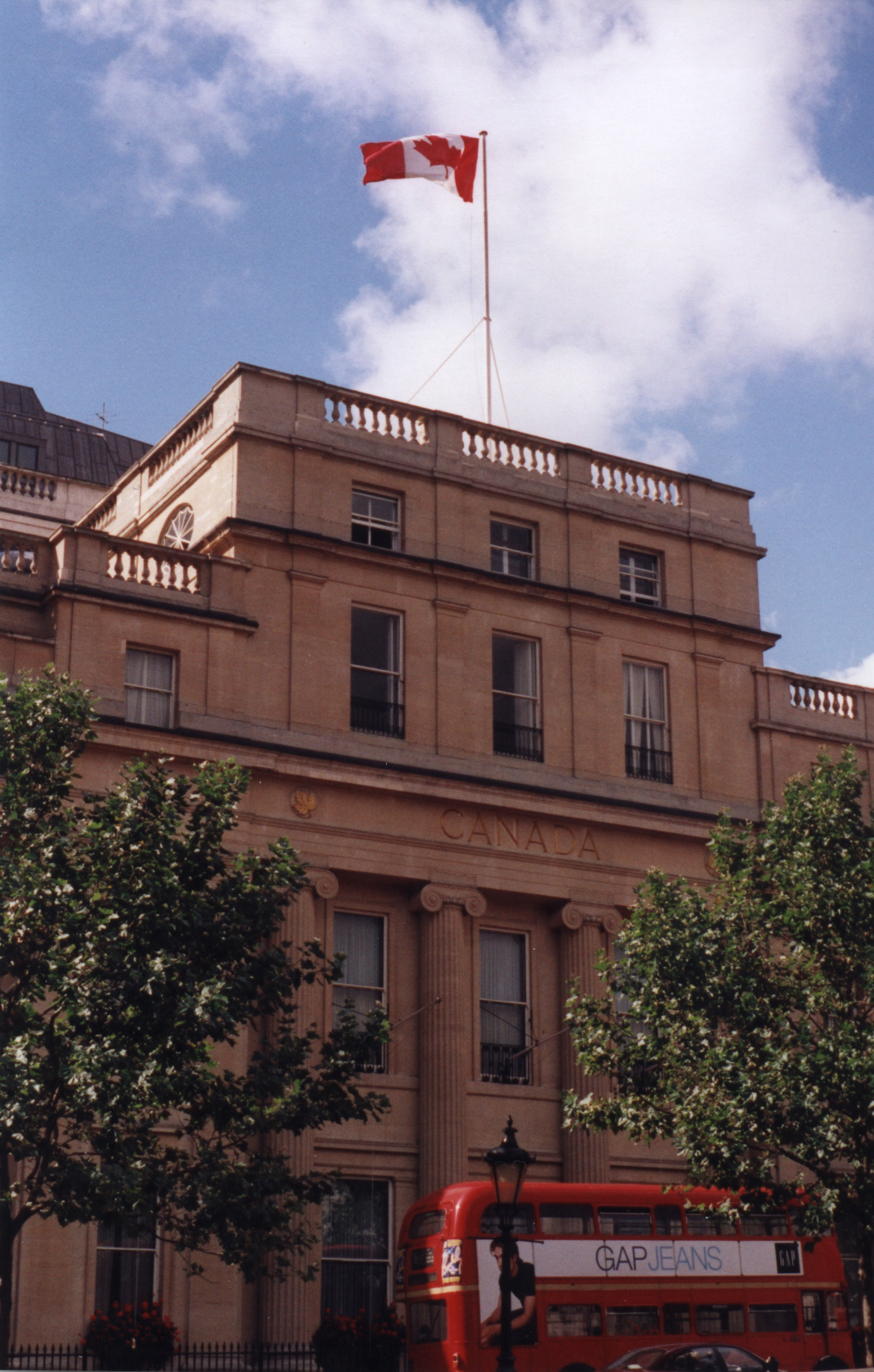
Bâtiment Canadian High Commission situé à Londres.

Dans le Commonwealth, le haut-commissaire est le principal diplomate (généralement classé comme ambassadeur) chargé de la mission diplomatique  d'un gouvernement du Commonwealth à l'autre. Au lieu d'ambassade, la mission diplomatique est généralement appelée un haut-commissariat.